# Sitios de dólmenes de Koch'ang, Hwasun y Kanghwa
Los sitios de dólmenes de Koch´ang, Hwasun y Kanghwa o lugares de dólmenes de Gochang, Hwasun y Ganghwa están situados en las provincias de Jeolla del Norte, Jeolla del Sur y Inchon en Corea del Sur, donde se encuentran centenares de dólmenes que servían para marcar sepulturas y para fines rituales durante el primer milenio a. C., cuando la cultura megalítica estaba presente en la península de Corea. Los sitios fueron declarados Patrimonio de la Humanidad por la Unesco en el año 2000.

## Koch´ang o Gochang
Este grupo de dólmenes es el mayor y el más variado. Son conocidos como los dólmenes de Jungnim-ri y están concentrados en la aldea de Maesan. Fueron construidos a los pies de una serie de colinas a una altitud variable de unos 15 a 50 metros. Se puede afirmar que este grupo fue construido hacia el siglo VII a. C.

## Hwasun
También este grupo de dólmenes se localizan a los pies de una serie de colinas y siguen el río Jiseokgang. El grupo de Hyosan-ri contiene 158 dólmenes y el de Dasin-ri está formado por 129. Estos dólmenes no están también preservados como los del grupo de Jungnim-ri. La cantera de la que se extrajeron las piedras de este grupo fue localizada. Este grupo data del siglo V al VI a. C.

## Kanghwa o Ganghwa
Este grupo de dólmenes se ubica en la isla Ganghwa. Se afirma que estos dólmenes son los más antiguos porque los grupos de Bugun-ri y Cocheon-ri recuerdan al antiguo dolmen. Esto no ha sido probado.
- Datos: Q495286
- Multimedia: Gochang, Hwasun and Ganghwa Dolmen Sites / Q495286